# Hypomnemata
Le hypomnemata (in greco antico: ὑπομνήματα?, hypomnémata) erano un particolare tipo di taccuini usati nella società greca antica da varie categorie di persone quali commercianti, filosofi, teologi e studenti per annotare ricordi personali e formulare opinioni sull'esperienza del sé.

## Storia
Questo tipo abituale di annotazione personale era entrato in voga ai tempi di Platone (circa IV secolo a.C.) e rappresenta uno dei primi progressi tecnologici della cultura occidentale tesi alla creazione di un logos cosciente.
Nell'antica società greca, questa nuova tecnologia fu tanto devastante quanto l'introduzione del computer nell'odierna sfera privata. Gli hypomnemata erano utili al crescente pubblico colto in molti modi: come volumi di resoconti, registri pubblici, guide di condotta e taccuini individuali che servivano da memorandum. Non tutta la popolazione all'epoca era alfabetizzata; erano analfabeti praticamente tutti gli schiavi e moltissime donne.

## Interpretazioni
Ne L’écriture de soi, in Dits et écrits II, Michel Foucault scrive:
La teoria platonica dell'anamnesi riconosceva il nuovo status della scrittura come forma di memoria artificiale: Platone sviluppò i principi ipomnesici per i suoi studenti da seguire nell'Accademia. Gli hypomnemata costituivano una memoria materiale delle cose lette, sentite o pensate, offrendole così come un tesoro accumulato per la rilettura e la successiva meditazione. Essi fornivano inoltre la materia grezza per la scrittura di trattati più sistematici in cui si davano argomenti e mezzi per combattere e sconfiggere difetti come la rabbia, l'invidia, il pettegolezzo, la lusinga, o per superare le circostanze difficili (un lutto, l'esilio, la caduta in disgrazia).